# 小行星7012
小行星7012（英語：7012 Hobbes）是一颗围绕太阳公转的小行星。1988年2月11日，艾瑞克·怀特·埃尔斯特在拉西拉天文台发现了此天体。
这颗小行星的绝对星等为238.6527548151336等。